# Olympia Dukakis
Olympia Mary Dukakis (en griego Ολυμπία Δουκάκη; Lowell, Massachusetts; 20 de junio de 1931-Nueva York, 1 de mayo de 2021) fue una actriz estadounidense ganadora de un premio Óscar.

## Biografía
Dukakis nació el 20 de junio de 1931 en Lowell, Massachusetts, hija de dos inmigrantes griegos: Alexandra Christos y Constantine Dukakis. Tuvo un hermano de nombre Apollo, y es prima del político Michael Dukakis, quien fuera dos veces gobernador de Massachusetts (1975-1979 y 1983-1991) y candidato del partido demócrata a presidente de los Estados Unidos en las elecciones presidenciales de 1988 que perdió ante George H. W. Bush.
Fue alumna del Arlington High School y cursó estudios universitarios en la Boston University.
En 1962 Olympia se casó con el también actor Louis Zorich con quien tuvo tres hijos. Políticamente Olympia Dukakis nunca ha ocultado su opción por el partido demócrata y se ha destacado como defensora de los derechos de las mujeres y las causas medioambientales.

## Carrera

### Teatro
Sus inicios vienen de la mano del teatro donde representó variados papeles en obras shakesperianas para, más tarde, a los 30 años, dar el salto a Broadway. En los años sesenta se afianzó como actriz de teatro en obras como Who's Who in Hell, Social Security y Rose, obra para un solo personaje femenino.
El conjunto de su trabajo en este campo ha sido galardonado con un Premio Obie, un Premio Drama Desk y un Premio del Círculo de Críticos Dramáticos de Los Ángeles.

### Cine
A su trabajo teatral añade una importante participación en el cine que data de 1964 donde se ha caracterizado por papeles de madre “étnica”. Entre sus numerosas apariciones en la gran pantalla destacan Working Girl (Armas de mujer), Magnolias de acero, Profesor Holland, Esto es todo, amigos, Poderosa Afrodita, Mafia! (Mafia, ¡Estafa como puedas!), Mira quién habla y Hechizo de luna. Fue esta última película, en la que interpretaba a la madre de Cher, la que la lanzó al estrellato cuando contaba ya con 56 años. De hecho este trabajo le reportó un premio Óscar a la mejor actriz de reparto (que le fue sustraído de la cocina en 1989 por unos ladrones que dejaron únicamente la placa con el nombre).

### Televisión
También ha trabajado para la televisión donde su versatilidad para representar personajes extranjeros tanto griegos como italianos o del este de Europa ha sido muy valorada. En España la hemos podido ver en la miniserie televisiva Juana de Arco o en uno de los episodios de Frasier.
Menos conocido en el mundo de habla hispana aunque bien recordado en la televisión estadounidense es su papel de Anna Madrigal en otra miniserie titulada Tales of the City (Cuentos de la ciudad), que la hizo merecedora de una nominación a los Emmy, o el de la Dra. Bárbara Moreno en Search for Tomorrow (En busca del mañana) junto a Stu Bergman.
En un episodio de Los Simpson («The Old Man and the Key»), da voz a Rosanelda, la mujer de la que se enamora el Abuelo (en la versión en inglés).
En un episodio de Family Guy el perro Brian admite amar a Olympia Dukakis.

## Últimos premios y trabajos
Dukakis igualmente se hizo merecedora de un Globo de Oro y de un Premio de la Academia Británica por Hechizo de luna, y fue nominada para otro premio, esta vez de la Academia Canadiense por The Event.
En 2003, Dukakis publicó su autobiografía Ask Me Again Tomorrow: A Life in Progress (Pregúntame de nuevo mañana: una vida en progreso) que se convirtió pronto en best-seller en EE. UU.
Sus últimas películas incluyen 3 Needles, The Librarian: Return to King Solomon's Mines, Entre mujeres y Lejos de ella. Y The Infiltrator en 2016.
En 2019 regresa a la televisión con Historias de San Francisco la continuación de la serie de los 90, Tales of the City esta vez por la plataforma Netflix; volviendo a interpretar el icónico personaje de Anna Madrigal.

## Premios y distinciones
Premios Óscar
| Año  | Categoría               | Película        | Resultado |
| ---- | ----------------------- | --------------- | --------- |
| 1988 | Mejor Actriz de Reparto | Hechizo de luna | Ganadora  |

## Filmografía

### Cine
| Año  | Película                            | Role                                         | Notas |
| ---- | ----------------------------------- | -------------------------------------------- | --- |
| 1964 | Lilith                              | Paciente                                     | no acreditada |
| 1964 | Twice a Man                         | Madre joven                                  | |
| 1969 | Stiletto                            | Sra. Amato, mujer aceptando perfume          | No acreditada |
| 1969 | John y Mary                         | Madre de John                                | |
| 1971 | Made for Each Other                 | Madre de Gig                                 | |
| 1973 | Sisters                             | Louise Wilanski, empleada de la panadería #2 | No acreditada |
| 1974 | El justiciero de la ciudad          | Policía en la comisaría                      | No acreditada |
| 1974 | The Rehearsal                       |                                              | |
| 1979 | Rich Kids                           | Abogada                                      | |
| 1979 | The Wanderers                       | Mamá de Joey                                 | |
| 1980 | The Idolmaker                       | Sra. Vacarri                                 | |
| 1982 | National Lampoon Goes to the Movies | Helena Naxos                                 | segmento "Success Wanters"                                                                                               |
| 1985 | Walls of Glass                      | Mary Flanagan                                | |
| 1987 | Hechizo de luna                     | Rose Castorini                               | Óscar a la mejor actriz de reparto Nominada-BAFTA a la mejor actriz de reparto Globo de oro a la mejor actriz de reparto |
| 1988 | Secretaria ejecutiva                | Directora de personal                        | |
| 1989 | Magnolias de acero                  | Clairee Belcher                              | |
| 1989 | Mira quién habla                    | Rosie                                        | |
| 1989 | Dad                                 | Bette Tremont                                | |
| 1990 | Mira quién habla también            | Rosie                                        | |
| 1990 | In the Spirit                       | Sue                                          | |
| 1992 | Over the Hill                       | Alma Harris                                  | |
| 1993 | Mira quién habla ahora              | Rosie                                        | |
| 1993 | The Cemetery Club                   | Doris Silverman                              | |
| 1993 | Digger                              | Bea                                          | |
| 1994 | I Love Trouble                      | Jeannie, secretaria de Peter                 | |
| 1995 | Mr. Holland's Opus                  | Directora Helen Jacobs                       | |
| 1995 | Poderosa Afrodita                   | Yocasta                                      | |
| 1995 | Jeffrey                             | Sra. Marcángelo                              | |
| 1995 | Dead Badge                          | Dra. Doris Rice                              | |
| 1995 | Young at Heart                      | Rose Garaventi                               | |
| 1996 | Milk & Money                        | Goneril Plogg                                | |
| 1996 | Jerusalén                           | Madre (Sra. Gordon)                          | |
| 1996 | Mother                              | Sra. Jay                                     | |
| 1997 | A Match Made in Heaven              | Helen Rosner                                 | |
| 1997 | Picture Perfect                     | Rita Mosley                                  | |
| 1998 | Better Living                       | Nora                                         | |
| 1998 | ¡Mafia!                             | Sophia                                       | |
| 2000 | Brooklyn Sonnet                     | Helen Manners                                | |
|      | The last of the Blonde Bombshells   | Dinah                                        | |
| 2005 | The Intended                        | Erina                                        | |
| 2003 | Charlie's War                       | Charlie                                      | |
| 2003 | The Event                           | Lila Shapiro                                 | |
| 2005 | Whiskey School                      | Ellen Haywood                                | |
| 2005 | 3 Needles                           | Hilde, la monja misionera                    | |
| 2005 | The Thing About My Folks            | Muriel Kleinman                              | |
| 2005 | New York City                       | Judy Hillerman                               | segmento "Judy’s Story"                                                                                                  |
| 2006 | Day on Fire                         | Dra. Mary Wade                               | |
| 2006 | Lejos de ella                       | Marian                                       | |
| 2006 | Jesus, Mary and Joey                | Sophia Vitello                               | |
| 2007 | Entre mujeres                       | Phyllis                                      | |
| 2008 | Poor Things                         |                                              | |
| 2008 | The Price of Art                    | Esther                                       | |
| 2009 | Montana Amazon                      | Ira                                          | |
| 2011 | Birds of a Feather                  | Olympia                                      | |
| 2013 | The Last Keepers                    | Rosmarie Carver                              | |
| 2014 | A Little Game                       | Yaya                                         | |
| 2015 | Outliving Emily                     | Emily                                        | |
| 2015 | 7 Chinese Brothers                  | Abuela                                       | |
| 2016 | Broken Links                        | Arlene                                       | |
| 2016 | The Infiltrator                     | Tía Vicky                                    | |
| 2018 | Vientos De Cambio                   | Margaret Lemke                               | |
| 2021 | Not To Forget                       | Judge                                        | (Posproducción) |

### Televisión
| Año       | Serie                             | Role                 | Notas                          |
| --------- | --------------------------------- | -------------------- | ------------------------------ |
| 1962      | The Nurses                        | Ioana Chiriac        |                                |
| 1962      | Dr. Kildare                       | Anna Nieves          |                                |
| 1974      | Nicky's World                     | Irene Kaminios       |                                |
| 1975      | Great Performances                | Pauline              |                                |
| 1977      | The Andros Targets                | Marina Angelis       |                                |
| 1978      | The Doctors                       | Mrs. Martin          |                                |
| 1980      | F.D.R.: The Last Year             |                      |                                |
| 1980      | Breaking Away                     |                      |                                |
| 1982      | American Playhouse                | Mama Nicola          |                                |
| 1983      | Search for Tomorrow               | Dra. Barbara Moreno  |                                |
| 1986      | The Equalizer                     | Judge Paula G. Walsh |                                |
| 1992      | Sinatra                           | Dolly Sinatra        |                                |
| 1993      | Tales of the City                 | Anna Madrigal        | Miniserie                      |
| 1996      | Touched by an Angel               | Clara                |                                |
| 1998      | More Tales of the City            | Anna Madrigal        |                                |
| 1999      | Juana de Arco                     | Mama Babette         |                                |
| 2001      | Further Tales of the City         | Anna Madrigal        |                                |
| 2004      | Center of the Universe            | Marge Barnett        |                                |
| 2006      | Numb3rs                           | Charlotte Yates      |                                |
| 2010-2011 | Bored to Death                    | Belinda              |                                |
| 2011      | Law & Order: Special Victims Unit | Debby Marsh          |                                |
| 2013      | Forgive Me                        | Novaela              |                                |
| 2015-2016 | TripTank                          | Ma / Caller          |                                |
| 2019      | Historias de San Francisco        | Anna Madrigal        | última actuación en televisión |